# 大尾線鰭電鰻
大尾線鰭電鰻，為輻鰭魚綱電鰻目線鰭電鰻科的其中一種，為熱帶淡水魚，分布於南美洲巴拉圭河、巴拉那河、奧里諾科河、納波河、聖弗朗西斯科河流域，體長可達141公分，棲息在底中層水域，以昆蟲等為食，生活習性不明，可做為觀賞魚。